# Luchthaven Almaty
De internationale luchthaven van Almaty (Kazachs: Халықаралық Алматы Әуежайы, Russisch: Международный Аэропорт Алматы) is de grootste luchthaven van Kazachstan. Het ligt op zo'n 15 kilometer van het centrum van Almaty, de grootste stad van het land. Het vliegveld is een hub voor Air Astana, SCAT en Bek Air.
Op 8 mei 2020 is het beheer van de luchthaven in handen gekomen van een consortium onder leiding van TAV Airports. TAV is de grootste aandeelhouder met 85% van de aandelen en de rest is in handen gekomen van de Russische investeerder VPE Capital. TAV is op zijn beurt weer voor 46,38% in handen van Aéroports de Paris (ADP). De luchthaven is de grootste in centraal-Azië en telde in 2019 zo'n 6,4 miljoen passagiers, waarvan de helft van internationale routes.

## Ongelukken en incidenten
- Op 7 juli 1980 crashte een Tupolev Tu-154B-2 van Aeroflot vlak na het opstijgen van de luchthaven, met bestemming Alma-Ata-Simferopol. Vanwege thermische stromen verloor het vliegtuig veel snelheid, waardoor het in een overtrokken vlucht raakte en 5 km van het vliegveld vandaan neerstortte en in brand vloog. Alle 163 inzittenden kwamen om.
- Op 30 augustus 1980 stortte een Tupolev Tu-134 van Aeroflot neer toen het in Almaty probeerde te landen na een vlucht vanuit Tsjeljabinsk. Alle 90 inzittenden kwamen om.
- Op 29 januari 2013 stortte een Bombardier CRJ200 van SCAT vanuit Kokshetau neer in slecht weer met weinig zicht. Alle 21 inzittenden kwamen om. Het ongeluk wordt nog onderzocht, maar vermoed wordt dat het te maken heeft met de slechte weersomstandigheden.[2]
- Op 27 december 2019 verongelukte een Fokker 100 van Bek Air bij het opstijgen van de luchthaven.[3] De Fokker 100 was vertrokken voor een binnenlandse vlucht naar Nur-Sultan. Hierbij kwamen 12 mensen om het leven, 11 passagiers en een bemanningslid.